# Roseburg
|  | Per a altres significats, vegeu «Roseburg (Oregon)». |

Roseburg, en baix alemany Rausborg, és un municipi de Slesvig-Holstein, a la frontera amb Mecklemburg-Pomerània Occidental, Alemanya, al districte de Herzogtum Lauenburg, dins de l'amt Büchen. L'octubre del 2013 tenia 533 habitants. Té tres barris: Roseburg, Neu-Güster (Nie-Güster) i Wotersen (Wauts). Es troba al marge del Canal Elba-Lübeck i del Gehtsbek.
El primer esment escrit del poble Rosborch al registre dels delmes de Ratzeburg. Pertanyia a la senyoria de Wotersen fins als anys 1920. Aleshores les senyories van ser abolides i es va crear l'entitat administrativa municipal. El nom significa assentament prop del burg als joncs.
A Roseburg destaquen el conjunt d'edificis històrics de la Masia senyorívola de Wotersen, el molí d'aigua; i els senders per a vianants lents als boscs i al marge del Canal Elbe-Lübeck

## Persones
- Peter Rühmkorf (1929-2008), escriptor, mort a Roseburg[4]